# Cornelis Krusemanstraat (Amsterdam)

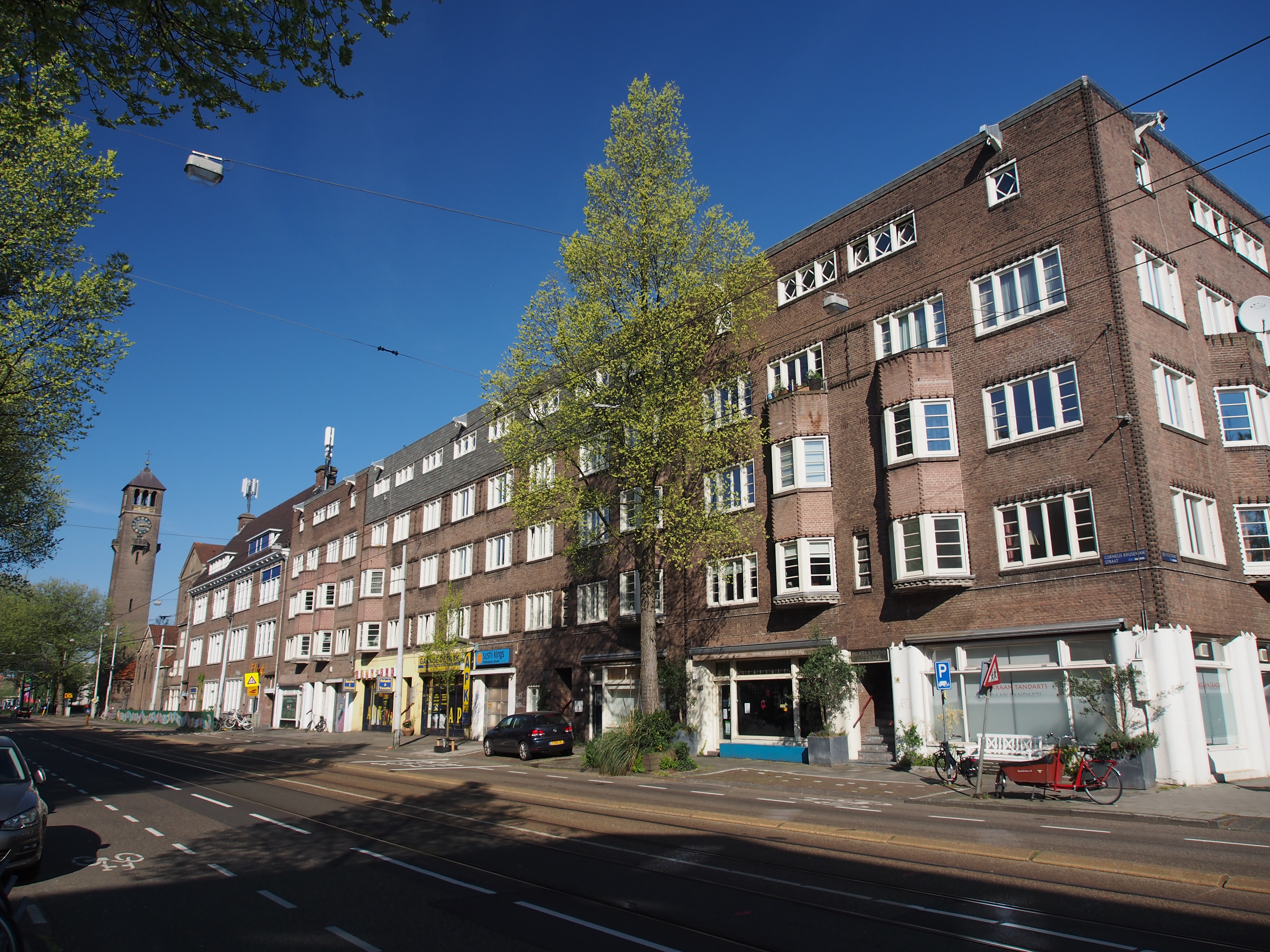
Cornelis Krusemanstraat

De Cornelis Krusemanstraat is een straat in Amsterdam-Zuid. De straat ligt in het verlengde van de De Lairessestraat en loopt van het Valeriusplein naar de Amstelveenseweg. Aan deze straat bevindt zich de Sint-Agneskerk.
De straat werd in 1917 vernoemd naar de schilder Cornelis Kruseman (1797-1857). Van 1919-2018 reed tramlijn 16 door deze straat en De Lairessestraat. Alhoewel er geen reguliere tramlijn meer rijdt, blijven de tramrails liggen ten behoeve van omleidingen en remiseritten. Wel rijdt er een tweetal buslijnen van Connexxion door de straat.
Oorspronkelijk was de straat geprojecteerd met de naam "Aertsenstraat". Voordat de straat en de bebouwing verschenen, kwam er in 1913 op de plaats van de toekomstige straat een tijdelijke opstelplaats met vijf sporen met rondrijmogelijkheid voor de Gemeentetram Amsterdam.